# Indigofera wilsonii
Indigofera wilsonii är en ärtväxtart som beskrevs av William Grant Craib. Indigofera wilsonii ingår i släktet indigosläktet, och familjen ärtväxter. Inga underarter finns listade i Catalogue of Life.